# L'Homme (revue)
Pour les articles homonymes, voir L'Homme.
L'Homme, revue française d'anthropologie, est une revue scientifique française  (ISSN 0439-4216) fondée en 1961 par Claude Lévi-Strauss, Émile Benveniste, Pierre Gourou, André Leroi-Gourhan et André-Georges Haudricourt à la VIe section de l'École pratique des hautes études. 
Elle fut dirigée par Jean Pouillon jusqu'au 31 décembre 1996, puis par Jean Jamin jusqu'au 1er octobre 2015. Après Cléo Carastro et Caterina Guenzi (2016-2020), Grégory Delaplace et Isabel Yaya McKenzie en sont aujourd'hui rédacteur et rédactrice en chef.
Revue internationalement reconnue, elle est sélectionnée par l’Institute for Scientific Information et notamment indexée par l'Anthropological Index Online (en). L'Homme publie sur les aires culturelles du monde entier. L'anthropologie s'y développe en dialogue avec d'autres courants théoriques et des disciplines scientifiques (sociales ou pas) et a exploré depuis les années 1990 des terrains ou champs inhabituels, voire inédits pour cette science humaine, tels que la littérature, le jazz, le cinéma, la photographie, la fiction, la chanson populaire et réaliste.
OpenEdition Journals, fédération de revues en sciences humaines et sociales, met en ligne depuis juillet 2003 les archives de 2000 jusqu'à aujourd'hui. Persée, portail de revues scientifiques en sciences humaines et sociales, créé à l'initiative du Ministère de l'éducation nationale, de l'enseignement supérieur et de la recherche, met à disposition la collection de la revue à partir de 1961.
Les numéros les plus récents sont en accès restreint sur Cairn.info.
L'Homme est une revue publiée par les éditions de l'École des hautes études en sciences sociales. Une collection d'ouvrages, « Les Cahiers de l'Homme », lui est associée.